# 세인트존 립타이드
세인트존 립타이드(Saint John Riptide)는 뉴브런즈윅주 세인트존을 연고지로 하는 NBL 캐나다 애틀랜틱 디비전 소속 프로 농구 팀이다.

## 역대 홈경기장
| 맨체스터 밀래츠/세인트존 밀 래츠/세인트존 립타이드 |               |                       |      |
| 경기장                                             | 사용기간      | 장소                  | 비고 |
| 필드 하우스 오브 서던뉴햄프셔 유니버시티           | 2007년~2010년 | 뉴햄프셔주 맨체스터   | 빈칸 |
| 하버 스테이션                                      | 2010년~현재   | 뉴브런즈윅주 세인트존 | 빈칸 |

## 참조
1. ↑  시즌의 뒷 해로 표기. 2006-2007 시즌의 경우 2007로 표기.